# Sachsen-Coburg-Gotha
Sachsen-Coburg och Gotha, även kallat Sachsen-Coburg-Gotha var ett ernestinskt hertigdöme i mellersta Tyskland och är ett europeiskt kungligt furstehus med många förgreningar. Belgiens, Sveriges och Storbritanniens kungahus regeras av ättlingar från hertigdömet.
Hertigdömet upplöstes 1918 och dess tidigare territorier tillhör numera Thüringen och Bayern.

## Geografi

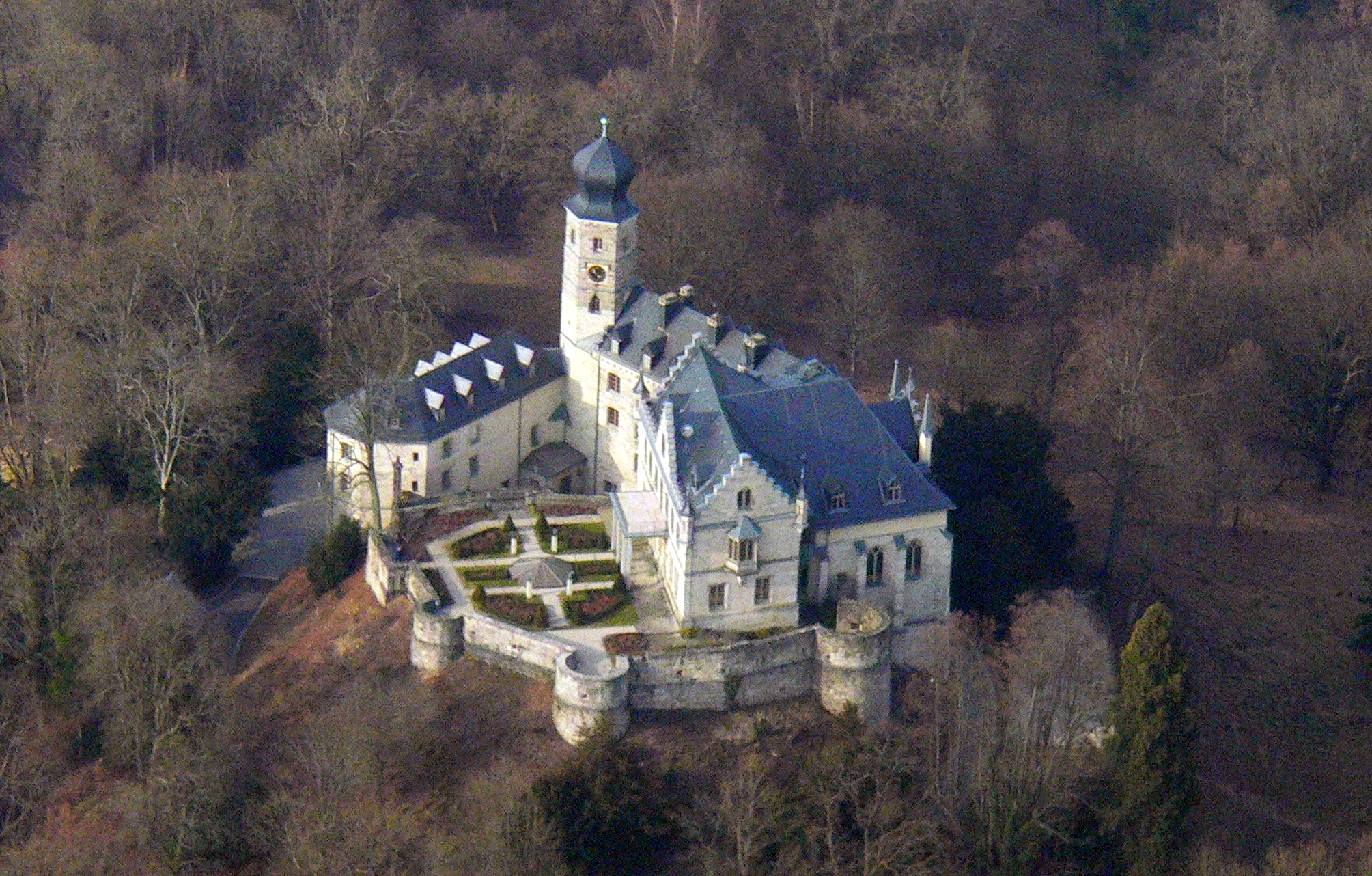
Slottet Callenberg i Coburg. Ett av fursteättens residens.

Coburgs område (562 km2) låg på Thüringerwalds södra del mellan Bayern och Sachsen-Meiningen. Gothas område (1 415 km2) låg på Thüringerwalds norra sluttning och thüringska terrassen samt begränsas i norr och öster av Preussen, i sydöst av Schwarzburg-Sondershausen och weimarska landet Ilmenau, i söder och sydväst av Preussen och Sachsen-Meiningen och i väster av
Sachsen-Weimar-Eisenach.
Såväl Gotha som Koburg var bergiga, med vackra dalar och präktiga skogar. I Gotha fanns Thüringerwalds högsta toppar: Inselsberg (915 m.), Schneekopf (978 m.) och Grosse Beerberg (983 m.). De förnämsta floderna var i Gotha: Gera, Nessa, Werra, Unstrut och Ilm, samt i Coburg: Itz, Rodach, Lauter och Steinach. Dalarna och slätterna var mycket fruktbara.

## Historia
Slottet Coburg med område, vilket sedan 1200-talet tillhörde grevarna av Henneberg, tillföll 1353 det i Meissen och Thüringen regerande huset Wettin. Vid delningen av de wettinska besittningarna 1485 kom Coburg på den ernestinska linjens lott. Så var också fallet med Gotha, som sedan länge tillhört Thüringen.
Då den weimarska grenen av den ernestinska linjen 1640 delade sina besittningar, fick hertig Ernst den fromme Sachsen-Gotha
på sin lott. Efter den altenburgska grenens utgång (1672) lade han därtill Coburg och Altenburg. Hans söner delade 1680 de ganska omfattande besittningar fadern innehaft. Den äldste, Fredrik, fick Gotha och Altenburg, den andre, Albrekt V, fick Coburg.
I Sachsen-Gotha-Altenburg infördes 1685 primogenitur, och Fredriks ätt regerade där till 1825, då den utslocknade. Hertig Albrekt av Sachsen-Coburg dog 1699, och Coburg kom efter en lång arvstvist 1721 till Ernst den frommes yngste son Johan Ernst i Saalfeld, vars ättlingar antog 1735 titeln hertig av Sachsen-Coburg-Saalfeld. 1746 infördes också där primogenitur.
Hertig Ernst införde 1821 en konstitutionell författning. Mot avträdande av Saalfeld till Sachsen-Meiningen vann han 1826 det lediga hertigdömet Sachsen-Gotha och kallade sig därefter hertig av Sachsen-Coburg och Gotha. Gotha bibehöll emellertid egen författning. Altenburg tillföll hertigen av Sachsen-Hildburghausen.
Hans son Ernst II förberedde genom en gemensam grundlag 1852 de båda hertigdömenas organiska förening. 1874 sammanträdde första gången en gemensam lantdag. Ernst II förde en utpräglat liberal politik och spelade som en varm vän och gynnare av de liberala och nationella strömningarna en betydelsefull roll i Tysklands allmänna historia. Hans förhoppningar om Tysklands pånyttfödelse knöt sig närmast till Österrike, men 1866 ställde han sig dock på Preussens sida och ingick samma år i Nordtyska förbundet. Medlemmar av huset Sachsen-Coburg och Gotha besteg under loppet av 1800- och 1900-talen Belgiens (1831), Portugals (1853), Bulgariens (1887) och Storbritanniens (1901) troner, men hertig Ernst själv avled barnlös och efterträddes av sin i England födde och uppfödde brorson Alfred, hertig av Edinburgh. Denne efterträddes av sin brorson, hertigen av Albanys son Karl Edvard, som visserligen föddes i England (1884), men sedan 1899 vistats i Tyskland. En viss misstro mot de engelskfödde furstarna framkallade 1905 en uppgörelse, varigenom hälften av de hertigliga domänerna överläts åt staten.
Efter den siste hertigens Karl Edvards abdikation 1918 genomfördes ett år senare en folkomröstning, varefter Coburg året därpå tillföll Bayern och Gotha förenades med Thüringen.

## Författning och förvaltning

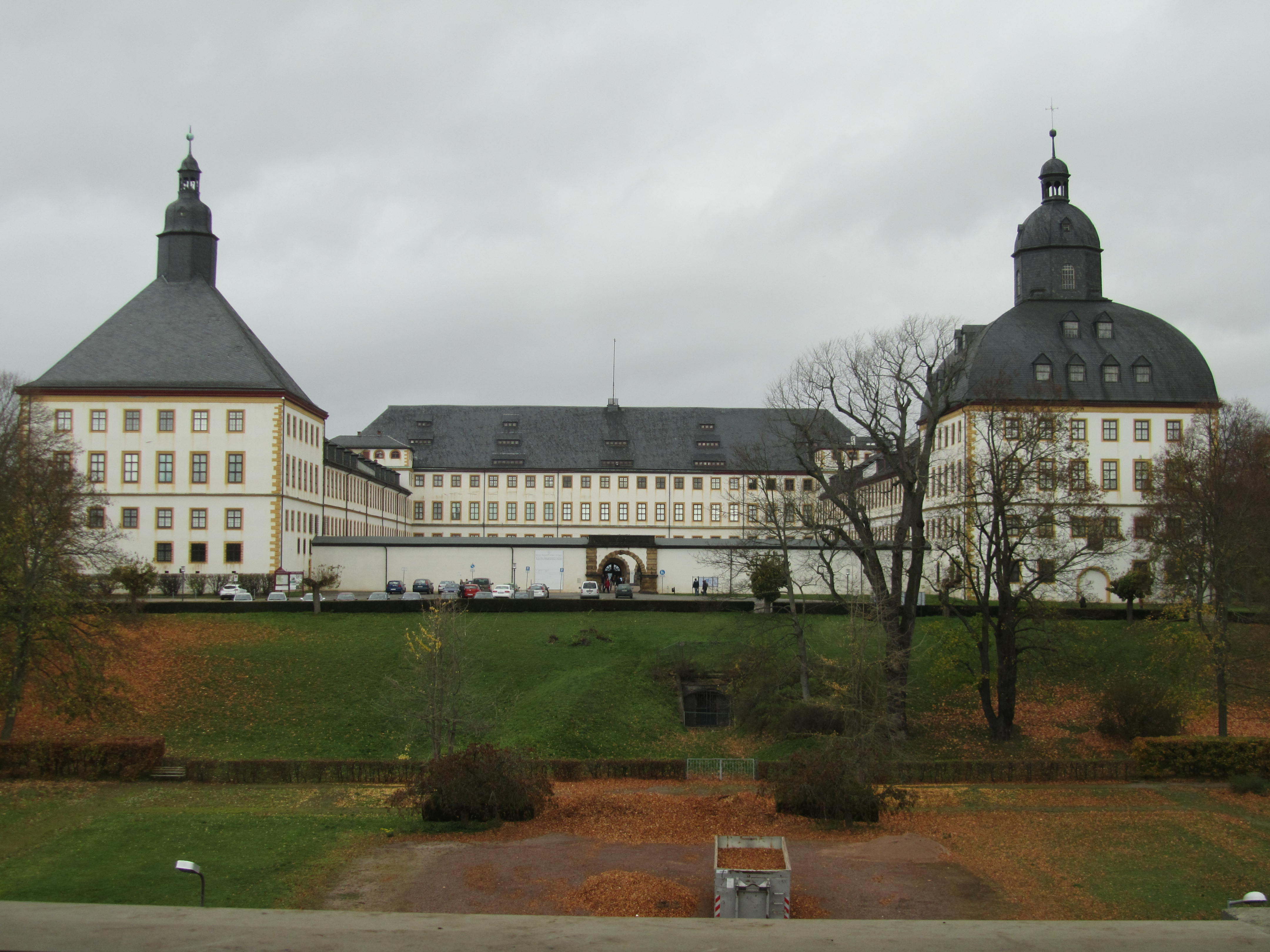
Hertigens residens, Schloss Friedenstein i Gotha, byggt 1643–1654.

Enligt författningen av 3 maj 1852 var Sachsen-Coburg-Gotha en ärftlig konstitutionell monarki, vars regent bar titeln hertig. Förvaltningen leddes av ett ministerium, vilket omfattade två avdelningar, den ena för Coburgs, den andra för Gothas angelägenheter. I spetsen för hela ministeriet stod en statsminister, vilken även förestod Gothaavdelningen. Den gemensamma representationen (Der Landtag) bestod av de båda hertigdömenas särskilda för 4 år valda lantdagar, Coburgs 11, Gothas 19 ledamöter, vilka valdes indirekt. Röstberättigade och valbara till elektorer var manliga medborgare, som betalade skatt och fyllt 25 år. Valbara till lantdagen var de manliga valberättigade, som fyllt 30 år.
I administrativt hänseende delades Sachsen-Coburg-Gotha i 4 Landratsamtbezirk, varav 3 inom Gotha, ett inom Coburg. Rättskipningen handhades av 13 Amtsgerichte, en Landgericht i Gotha (varemot Coburg sorterar under Landgericht i Meiningen) och Oberlandesgericht i Jena.
Budgeten 1913–1915 upptog för Coburg i årliga inkomster 1 998 800 mark och i utgifter 1 785 800 mark samt för Gotha 4 802 900 mark årligen i såväl inkomster som utgifter. Budgeten för gemensamma angelägenheter utgjorde 1 880 015 mark i både inkomster och utgifter. Statsskulden var 1 april 1912 för Coburg 1 810 000 mark, för Gotha 2 898 726 mark. Matrikularbidraget utgjorde för finansåret 1914–1915 217 000 mark.
Hertigdömet sände två representanter till tyska riksdagen och hade l röst i förbundsrådet. De coburg-gothaiska trupperna bildade tillsammans med de sachsen-meiningska ett infanteriregemente, som tillhörde 38:e divisionen och 11 :e armékåren. Landsfärgerna var grönt och vitt.

## Hertigar och överhuvuden

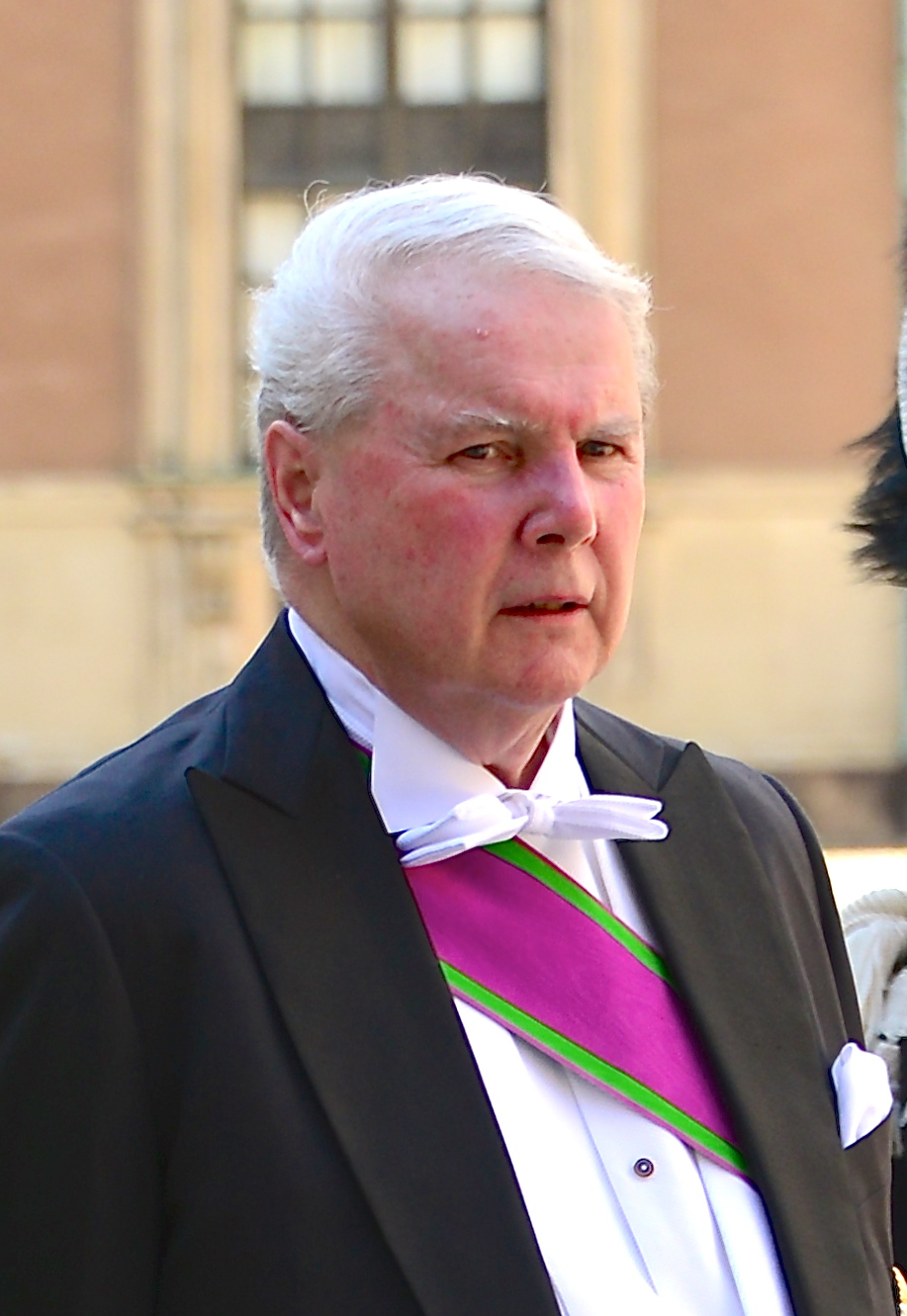
Prins Andreas av Sachsen-Coburg-Gotha vid prinsessan Madeleines och Christopher O'Neills vigsel den 8 juni 2013.

Linjen Sachsen-Coburg-Gotha kallades Sachsen-Saalfeld 1680-1735 och Sachsen-Coburg-Saalfeld 1735-1826.

### Hertigar 1826–1918
- Ernst I (1784–1844), hertig 1826–1844
- Ernst II (1818–1893), hertig 1844–1893
- Alfred (1844–1900), hertig 1893–1900
- Ernst II av Hohenlohe-Langenburg, förmyndare för Karl Edvard 1900-1905
- Karl Edvard (1884–1954), hertig 1900–1918, tvingades abdikera 1918, kung Carl XVI Gustafs morfar

### Ättens överhuvuden sedan 1918
- Karl Edvard (1884–1954), överhuvud 1918–1954
- Fredrik Josias (1918–1998), överhuvud 1954–1998
- Andreas (1943–2025), överhuvud 1998–2025
- Hubertus (född 1975), överhuvud sedan 2025

### Ättens näst senaste överhuvud
Prins Andreas av Sachsen-Coburg-Gotha (Andreas Michael Friedrich Hans Armin Siegfried Hubertus) (född 21 mars 1943, död 3 april 2025), gift 1971 med prinsessan Carin, född Dabelstein (född 16 juli 1946, död 11 november 2023). De fick tre barn:
- Prinsessan Stephanie Sibylla (född 31 januari 1972)
- Arvprins Hubertus Michael (född 16 september 1975)
- Prins Alexander Philip (född 4 maj 1977)

Prins Andreas var kusin till kung Carl XVI Gustaf och även syssling (genom deras mormödrar). Han var också gudfar till prinsessan Madeleine.

### Ättens nuvarande överhuvud
Prins Hubertus av Sachsen-Coburg-Gotha (Hubertus Michael) (född 16 september 1975), gift 2009 med prinsessan Kelly, född Rondestvedt (född 10 januari 1975). De har tre barn.

## Europeiskt furstehus
Den förste hertigen Ernst I av Sachsen-Coburg-Gotha tillhörde huset Wettin som under mer än tusen år regerade Hertigdömet Sachsen , Kurfurstendömet Sachsen och Kungariket Sachsen. Hans ättlingar, hertigarna av Sachsen-Coburg-Gotha regerade 1826–1918 sitt hertigdöme. Från denna ätt härstammar fyra kungliga dynastier i Europa:
- 1831 kungahuset i Belgien, genom att Prins Leopold valdes till kung; efter första världskriget ändrades namnet på den belgiska grenen till "av Belgien".
- 1836–1912 kungahuset i Portugal.
- 1901 kungahuset i Storbritannien (här stavat som Saxe-Coburg-Gotha[3]), genom att äldste sonen till Albert av Sachsen-Coburg-Gotha och Viktoria I av England, Edvard VII, ärver tronen; 1917 ändrade hans son och efterträdare Georg V den brittiska grenens namn till "Windsor".
- 1887–1946 Bulgariens regenter (därifrån kommer Simeon Sachsen-Coburg-Gotha, Bulgariens förre premiärminister och tidigare tsar).

Därutöver är furstehuset ingift i bland annat Sveriges kungahus. Prinsessan Sibylla av Sachsen-Coburg-Gotha var gift med arvprins Gustaf Adolf av Sverige och mor till Carl XVI Gustaf av Sverige. Hennes far var hertig Karl Edvard av Sachsen-Coburg-Gotha.